# Natig Rasulzadé
Natig Rasulzadé est écrivain azerbaïdjanais, artiste émérite d'Azerbaïdjan, pensionné personnel du président de la république d'Azerbaïdjan, écrivain populaire de la République d'Azerbaïdjan.

## Biographie
Natig Rasulzadé est né le 5 juin 1949 à Bakou. En 1975, il est diplômé de l'Institut de littérature mondiale Gorki. Depuis 1979, il est membre de l'Union des écrivains d'Azerbaïdjan.
Il est l'auteur de plus de 200 histoires et de plus de 50 livres.

## Prix
- Ordre de la Gloire